# Come & Go
«Come & Go» — песня американского рэпера Juice WRLD и американского продюсера Marshmello, выпущенная 9 июля 2020 в качестве четвёртого сингла с альбома Juice WRLD Legends Never Die.

## История
Впервые песня была показана в Твиттер Juice 30 ноября 2018. Видео было подписано, как «Off My Chest». Это, по всей видимости, было изначальным названием. Песня была слита в сеть 18 августа 2019.
За день до выхода, Marshmello анонсировал в Instagram, что песня будет официально выпущена на следующий день. Он подписал:
|       | Juice WRLD was one of the most talented people I have ever met. We were both constantly on the same page when it came to music and the time we spent together were some of the most exciting times I've ever had in my entire life. Watching you take breaks to do wheelies on your dirt bike and then come back and finish a whole song in one take was normal and to be able to be on this album with you and show the world what we made together means so much to me. You were a great person and I miss you everyday man. You will live forever through your music. Come & Go drops tonight |  | Juice WRLD был одним из самых талантливых людей, которых я когда-либо встречал. Мы оба постоянно были на одной странице, когда речь шла о музыке, и время, которое мы провели вместе, было одним из самых захватывающих моментов, которые я когда-либо имел за всю свою жизнь. Наблюдение за тем, как ты делаешь перерывы, катаетешься на своём грязном мотоцикле, а затем возвращаешься и заканчиваешь целую песню за один дубль - это нормально, и возможность быть на этом альбоме с тобой и показывать миру, что мы сделали вместе, очень много значит для меня. Ты был отличным человеком, и я скучаю по тебе каждый день. Ты будете жить вечно через свою музыку. Come & Go выходит этим вечером. |  |
| [ 5 ] | |  | |  |

## Отзывы
Джон Блиштайн из Rolling Stone пришёл к выводу, что «в треке Juice WRLD, стремился стать лучшим человеком в атмосферном гитарном цикле, который вскоре включает в себя барабаны». В то время как Juice WRLD звучит в своём поп-панковском стиле, Marshmello добавляет EDM стиль. По словам Aleia Woods из XXL, песня «имеет панк-рок звучание и EDM с тяжелыми гитарны звуком».

## Музыкальное видео
Нарисованный видеоклип был выпущен 10 июля 2020. Он был анимирован Tristan Zammit.

## Чарты
| Чарт (2020)                                  | Высшая позиция |
| -------------------------------------------- | -------------- |
| Австралия (ARIA)                             | 4              |
| Австрия (Ö3 Austria Top 40)                  | 15             |
| Бельгия/Фландрия (Ultratop 50)               | 47             |
| Бельгия/Валлония (Ultratip Bubbling Under)   | 13             |
| Канада (Billboard Canadian Hot 100)          | 4              |
| Канада (Billboard CHR/Top 40)                | 28             |
| Канада (Billboard Hot AC)                    | 44             |
| Чехия (Singles Digitál Top 100)              | 12             |
| Дания (Tracklisten)                          | 15             |
| Финляндия (Suomen virallinen lista)          | 18             |
| Франция (SNEP)                               | 146            |
| Германия (GfK)                               | 38             |
| Венгрия (Stream Top 40)                      | 14             |
| Ирландия (IRMA)                              | 6              |
| Италия (FIMI)                                | 94             |
| Литва (AGATA)                                | 24             |
| Нидерланды (Single Top 100)                  | 27             |
| Новая Зеландия (Recorded Music NZ)           | 8              |
| Норвегия (VG-lista)                          | 9              |
| Португалия (AFP)                             | 46             |
| Шотландия (OCC Scotland)                     | 52             |
| Сингапур (RIAS)                              | 18             |
| Словакия (Singles Digitál Top 100)           | 40             |
| Швеция (Sverigetopplistan)                   | 7              |
| Швейцария (Schweizer Hitparade)              | 21             |
| Великобритания (OCC UK Singles)              | 9              |
| США (Billboard Hot 100)                      | 2              |
| США (Billboard Adult Pop Airplay)            | 36             |
| США (Billboard Pop Airplay)                  | 15             |
| США (Billboard Rhythmic)                     | 33             |
| США (Billboard Hot Rock & Alternative Songs) | 1              |
| США (Billboard Rock & Alternative Airplay)   | 31             |
| США Rolling Stone Top 100                    | 1              |

## Сертификации
| Регион                                                                      | Сертификация | Продажи |
| --------------------------------------------------------------------------- | ------------ | ------- |
| Канада (Music Canada)                                                       | Платиновый   | 80 000  |
| Данные о продажах + прослушиваниях приведены только на основе сертификации. |              |         |